# یواس‌اس ال‌اس‌تی-۳۷۱
یواس‌اس ال‌اس‌تی-۳۷۱ (به انگلیسی: USS LST-371) یک کشتی بود که طول آن ۳۲۸ فوت (۹۹٫۹۷ متر) بود. این کشتی در سال ۱۹۴۲ ساخته شد.